# Ex ante
El terme ex ante (de vegades escrit ex-ante o exante) és una frase que significa abans de l'esdeveniment. La demanda ex ante o nocional es refereix al desig de béns i serveis que no té el suport de la capacitat de pagar per aquests béns i serveis. Això també s'anomena desigs de la gent. Ex-ante s'utilitza més habitualment en el món comercial, on els resultats d'una acció particular, o sèrie d'accions, es preveuen (o es pretenen). El contrari d’ex-ante és ex post (real) (o ex post). Comprar un bitllet de loteria et fa perdre diners ex ante (a l'espera), però si guanyes, va ser la decisió correcta ex post.

## Exemples
- En el món financer, el rendiment ex ante és el rendiment esperat d'una cartera d'inversió.

- En el sector de la contractació, sovint s'utilitza l'ex-ante quan es preveuen les necessitats de recursos en grans projectes futurs.

El raonament ex-ante (i ex-post) en temes econòmics va ser introduït principalment per l'economista suec Gunnar Myrdal en el seu treball de 1927–39 sobre teoria monetària, que el va descriure d'aquesta manera:
Centrant l'atenció en la relació entre estalvi i inversió, Myrdal va argumentar que es pot considerar, sense cap contradicció, que, com que són fetes per agents separats, les decisions d'estalvi i inversió ex ante no estan en paritat en general mentre que l'estalvi i la inversió ex post es registren en saldo comptable exactament:
| « | De fet, no hi ha cap contradicció entre la declaració d'un saldo comptable exacte ex post i la inferència òbvia que en una situació en què l'estalvi augmenta sense un augment corresponent de la inversió, o potser amb un moviment advers de la inversió, hi ha d'haver una tendència ex ante a una disparitat. (Gunnar Myrdal, Monetary Equilibrium, Londres: W. Hodge 1939: 46) | » |

Aquesta anàlisi s'ha convertit en una eina estàndard en macroeconomia.
Els preus són quantitats que es refereixen directament a un punt de temps: es determinen en un moment determinat, després d'haver tingut lloc un procés d'ajustament ex ante. Pel que fa a les magnituds macroeconòmiques, Myrdal va proposar referir-se al punt de temps en què es calculen.
Gunnar Myrdal va explicar, a més, que la disparitat ex ante i el saldo ex post es fan coherents mitjançant els canvis de preus, que resulten del comportament dels agents econòmics, que es basa en anticipacions ex ante:
| « | Perquè aquestes anticipacions determinen el comportament dels subjectes econòmics i, en conseqüència, aquells canvis en el conjunt del sistema de preus que durant un període es produeixen realment a conseqüència de l'actuació dels individus. (Gunnar Myrdal, Monetary Equilibrium, Londres: W. Hodge 1939: 121) | » |

| « | El llenguatge ex ante de Myrdalian hauria estalviat a la Teoria General de descriure el flux d'inversió i el flux d'estalvi com a idèntica, tautològicament iguals, i dins del mateix discurs, tractant la seva igualtat com una condició que pot, o no, ser complert. (Shackle, G.L.S. (1989) "What did the General Theory do?", a J. Pheby (ed), New Directions in Post-keynesian Economics, Aldershot: Edward Elgar.) | » |

En el context de l'ex-ante, l'economista suec Myrdal també va tractar la qüestió de la unitat de temps, que va proposar resoldre reduint la dimensió temporal real de les variables macroeconòmiques com els ingressos, l'estalvi i la inversió a un punt de temps:
| « | Algunes d'aquestes quantitats es refereixen directament a un punt de temps. Això és cert per al valor de capital i també per a quantitats com els preus de la demanda i l'oferta. Altres termes, com p. ex. ingressos, rendibilitat, despeses, estalvi, inversions - impliquen, però, un període per al qual es comptabilitzen. Però per ser inequívocs també s'han de referir a un punt de temps en què es calculen. (Gunnar Myrdal, Monetary Equilibrium, Londres: W. Hodge 1939: 46–7) | » |

| « | Hi ha una distinció important entre mètodes prospectius i retrospectius de càlcul de quantitats econòmiques com ara ingressos, estalvis i inversions; i […] cal fer una distinció corresponent de gran importància teòrica entre dos mètodes alternatius per definir aquestes magnituds. Les quantitats definides en termes de mesuraments realitzats al final del període en qüestió s'anomenen ex post; les quantitats definides en termes d'acció planificada al començament del període en qüestió s'anomenen ex ante.) | » |

L'economista GLS Shackle va afirmar la importància de l'anàlisi de Gunnar Myrdal mitjançant la qual es permet que l'estalvi i la inversió s'ajustin entre si. Tanmateix, la referència a l'anàlisi ex ante i ex post s'ha tornat tan habitual en la macroeconomia moderna que la posició de John Maynard Keynes de no incloure-la en el seu treball es considerava actualment com una estranya, si no un error. Com va dir Shackle:

### Dret de la Unió Europea
En el dret de la Unió Europea, la regulació ex ante és un tipus de regulació dissenyada per evitar que les empreses cometin a terme conductes lesives. Normalment, s'utilitza en sectors on hi ha un comportament anticompetitiu. Per exemple, aquestes normatives s'utilitzen en el sector de les telecomunicacions, així com en relació amb la protecció de dades (el Reglament General de Protecció de Dades és un reglament anterior).